# Companhia Paulista de Trens Metropolitanos
A Companhia Paulista de Trens Metropolitanos (CPTM) é uma sociedade de economia mista operadora de transporte ferroviário vinculada à Secretaria dos Transportes Metropolitanos do Estado de São Paulo. É atualmente responsável pela operação e manutenção de cinco das sete linhas (Linhas 7, 10, 11, 12 e 13) do Trem Metropolitano de São Paulo, que totalizam 57 estações ativas e 196 km de malha ferroviária, além do Expresso Turístico.

## História

### Trem Metropolitano de São Paulo
Em 28 de maio de 1992, através da Lei nº 7.861, o governo paulista criou a Companhia Paulista de Trens Metropolitanos (CPTM), que ficaria responsável por assumir a gestão do sistema de trens suburbanos da Região Metropolitana de São Paulo em substituição à Superintendência de Trens Urbanos de São Paulo (STU/SP) da CBTU e à Fepasa DRM, de forma a assegurar a continuidade e melhoria dos serviços. O efetivo controle das linhas pertencentes a CBTU (Noroeste, Sudeste, Leste e Variante) ocorreu somente no ano de 1994. Já as duas linhas da Fepasa (Oeste e Sul) foram incorporadas à CPTM em 1996, ao mesmo tempo em que a malha ferroviária de cargas da empresa era transferida para a RFFSA, sendo posteriormente privatizada com todo o sistema ferroviário da empresa ao redor do país.
Por ter uma malha ferroviária tão extensa e degradada, a CPTM começou a modernizar seus sistemas, investindo 1,5 bilhão de dólares na rede entre 1995 e 2004. A partir de 2007, a companhia passou por um profundo processo de modernização que visa retirar de circulação todas as frotas antigas, afim de oferecer frotas novas capazes de rodar em qualquer linha conforme a necessidade e com o que há de mais moderno em tecnologia ferroviária, aumentando também sua quantidade de trens e diminuindo intervalos.

### Concessão de linhas
Em 20 de abril de 2021, após concorrência pública, o Governo de São Paulo concedeu a operação das linhas 8 e 9 para o consórcio ViaMobilidade Linhas 8 e 9, pertencente aos grupos Motiva e RuasInvest. O contrato de concessão foi assinado em 30 de junho de 2021, e a CPTM transferiu a operação para a concessionária em 27 de janeiro de 2022.
A Linha 7 foi concedida em 29 de fevereiro de 2024 através de um leilão onde foi apresentada uma proposta única do consórcio TicTrens, formado pelo Grupo Comporte e a fabricante de trens chinesa CRRC. O consórcio TicTrens deve assumir a operação das linhas no final de 2025 ou início de 2026.
O processo de concessão das Linhas 11, 12 e 13 foi realizado em 28 de março de 2025. Após a abertura das propostas, foi declarado como vencedor o Grupo Comporte. O processo de transição das linhas da CPTM para o Grupo Comporte deve durar dois anos.

### Trem Intra Metropolitano
A CPTM operou um trem urbano na Baixada Santista chamado Trem Intra-Metropolitano (TIM) entre os anos de 1996 e 1999, que ligava os municípios de São Vicente e Santos. Em 2017 foi inaugurado o sistema VLT da Baixada Santista pela EMTU que substituiu o TIM, fazendo um trajeto similar ao anterior.

### Expresso Turístico
O Expresso Turístico é um serviço ferroviário inaugurado pela CPTM em 18 de abril de 2009, com o objetivo de integrar pontos de interesse turístico localizados ao longo da malha ferroviária paulista, criando uma nova opção de turismo para as regiões metropolitanas de São Paulo e Jundiaí.
Atualmente, presta serviços aos finais de semana variando entre os destinos: Jundiaí, Mogi das Cruzes e Paranapiacaba, sendo o único trem de passageiros a chegar a essa última vila de Santo André.

### Trem Intercidades
O Trem Intercidades é um projeto da CPTM que prevê novas linhas de trens regionais ligando a cidade de São Paulo a Jundiaí, Campinas, Piracicaba, Americana, Sorocaba, São José dos Campos e Santos.

## Diretores presidentes
| N°  | Presidente                             | Data Início             | Data Término | Secretário de Transportes           | Governador                |
| --- | -------------------------------------- | ----------------------- | ------------ | ----------------------------------- | ------------------------- |
| 1°  | Oliver Hossepian Sales de Lima         | 1992                    | 1994         | Aloysio Nunes                       | Luiz Antônio Fleury Filho |
| 1°  | Oliver Hossepian Sales de Lima         | 1992                    | 1994         | Fernando Augusto Cunha              | Luiz Antônio Fleury Filho |
| 2°  | Frederico Bussinger                    | 1994                    | 1994         | Jorge Fagalli Neto                  | Luiz Antônio Fleury Filho |
| 3°  | José Roberto Medeiros da Rosa          | 1995                    | 1998         | Claudio de Senna Frederico          | Mário Covas               |
| 4°  | Oliver Hossepian Sales de Lima         | 1998                    | 2002         | Claudio de Senna Frederico          | Mário Covas               |
| 4°  | Oliver Hossepian Sales de Lima         | 1998                    | 2002         | Claudio de Senna Frederico          | Geraldo Alckmin           |
| 4°  | Oliver Hossepian Sales de Lima         | 1998                    | 2002         | Jurandir Fernando Ribeiro Fernandes |                           |
| 5°  | Mário Manoel Rodrigues Seabra Bandeira | 2003                    | 2006         |                                     |                           |
| 5°  | Mário Manoel Rodrigues Seabra Bandeira | 2003                    | 2006         | Cláudio Lembo                       |                           |
| 6°  | Álvaro Armond                          | 2007                    | 2008         | José Luiz Portella Pereira          | José Serra                |
| -   | Sérgio Henrique Passos Avelleda        | 2009                    | 2010         | José Luiz Portella Pereira          | José Serra                |
| 7°  | Sérgio Henrique Passos Avelleda        | 2009                    | 2010         | José Luiz Portella Pereira          | Alberto Goldman           |
| 8°  | Mário Manuel Rodrigues Seabra Bandeira | 2010                    | 2014         | Jurandir Fernando Ribeiro Fernandes | Geraldo Alckmin           |
| 8°  | Mário Manuel Rodrigues Seabra Bandeira | 2010                    | 2014         | Clodoaldo Pelissioni                | Geraldo Alckmin           |
| 9°  | Paulo de Magalhães Bento Gonçalves     | 23 de fevereiro de 2015 | 2018         | Márcio França                       |                           |
| -   | Pedro Tegon Moro                       | 18 de janeiro de 2019   | 2024         | Alexandre Baldy                     | João Doria                |
| 10° | Pedro Tegon Moro                       | 18 de janeiro de 2019   | 2024         | Paulo Galli                         | Rodrigo Garcia            |
| -   | Pedro Tegon Moro                       | 18 de janeiro de 2019   | 2024         | Marco Antônio Assalve               | Tarcísio de Freitas       |
| 11° | Michael Sotelo Cerqueira               | 28 de agosto de 2024    | atualidade   | Marco Antônio Assalve               | Tarcísio de Freitas       |

## Controvérsias

### Agressão de jornalistas
Em 6 de novembro de 2018, os repórteres da TV Globo Cinthia Toledo e o repórter cinematográfico Luiz Fernando Castiglioni colhiam depoimentos de usuários dos transportes da CPTM que se sentiam prejudicados pela falha em um dos trens da Linha 7-Rubi, quando agentes de segurança entraram em ação para impedir seu trabalho.
Foram três seguranças, além do chefe da Estação Perus, zona norte da capital paulista. Eles alegaram que equipe não estava autorizada a gravar no local. Com violência, os seguranças recolheram os equipamentos e ameaçaram quebrar a câmera, quando perceberam que ainda estavam sendo gravados. A devolução do equipamento só foi feita após a assessoria de imprensa da CPTM contatar o funcionário responsável pelas agressões.
Informando a TV Globo, o gerente responsável da CPTM, Sérgio de Carvalho disse que os seguranças e o servidores envolvidos haviam sido afastados. 
"Não há nenhuma orientação da CPTM para restringir o acesso de qualquer veículo que queira fazer uma matéria dentro da CPTM"
A Associação Brasileira de Jornalismo Investigativo (Abraji) divulgou uma nota: 
"A Abraji repudia a agressão e a ameaça a Cinthia Toledo e a Luiz Fernando Castiglioni. A violência contra jornalistas em função do exercício da profissão atenta contra o direito à informação. A Abraji espera que de fato os autores sejam responsabilizados, e que a CPTM se encarregue de orientar a eles e aos demais funcionários quanto ao tratamento dispensado a jornalistas."— Abraji